# Anglo-franca
L’anglo-franca est un projet de langue artificielle hybride a posteriori, résultant d'un compromis entre l'anglais et le français, et développé par George J. Henderson ( ? - 1911), dans le but de faciliter les relations et en particulier le commerce international.

## Présentation
Les principes de cette langue ont été présentés dans une brochure intitulée « Anglo-Franca, an compromis Langue English-Français (un nouveau plan) for the facilitation of international communication », publiée à Londres en 1889 sous le pseudonyme de Phœnix Hoinix.
Le vocabulaire de l'anglo-franca était essentiellement français, à l'exception de 130 mots d'origine anglaise ; la grammaire s'appuyait sur une simplification de la grammaire anglaise.
Henderson avait également cherché à promouvoir des adaptations du latin comme langue internationale : projets Lingua (1888), Latinesce (1901).

## Exemples
- « The peuples of the Orient trouv theyselfs in an embarras encore more grand wen they voul to entam commercial relations with Europe [...] Un pouv to demand, if more soon than to have recours to an artificiel langue, it would not be preferable to adopt as international langue some un Europeen idiome... »[1]

- « Me pren the liberté to ecriv you in Anglo-franca... Me have the honneur to soumett to you's inspection the prospectus of me's objets manufactured, which to you envoy here inclued. »[2]

- Nombres de 1 à 10 : un, du, tre, quat, quinc, sex, sept, oct, novem, dec.